# Sedlec (okres Praha-východ)
Obec Sedlec se nachází v okrese Praha-východ, kraj Středočeský. Rozkládá se asi dvanáct kilometrů severně od centra Prahy a sedmnáct kilometrů západně od města Brandýs nad Labem-Stará Boleslav. Žije zde 544 obyvatel.

## Historie
První písemná zmínka o obci pochází z roku 1273.

### Územněsprávní začlenění

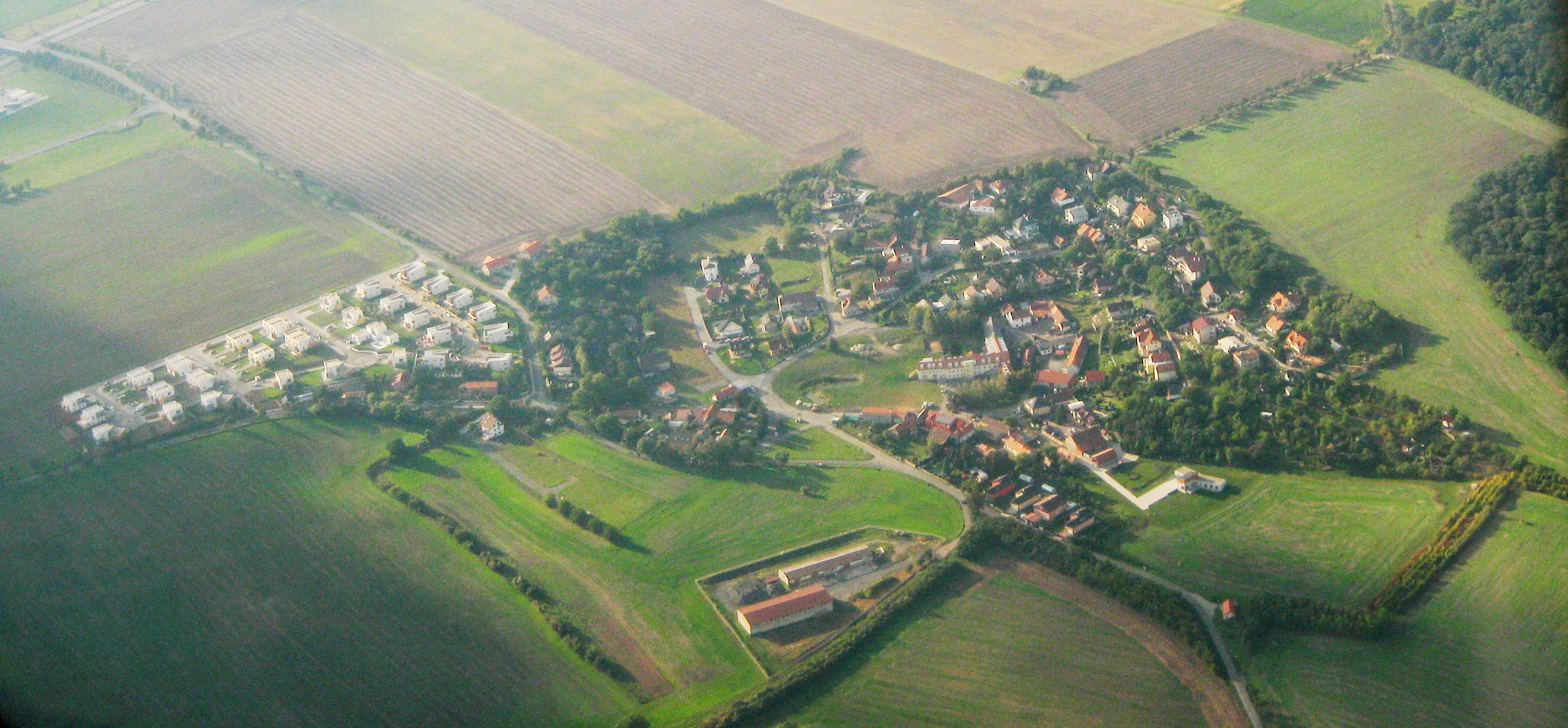
Letecký snímek z jihovýchodu (2012)

Dějiny územněsprávního začleňování zahrnují období od roku 1850 do současnosti. V chronologickém přehledu je uvedena územně administrativní příslušnost obce v roce, kdy ke změně došlo:
- 1850 země česká, kraj Praha, politický i soudní okres Karlín[4]
- 1855 země česká, kraj Praha, soudní okres Karlín[4]
- 1868 země česká, politický i soudní okres Karlín[4]
- 1927 země česká, politický okres Praha-venkov, soudní okres Karlín[5]
- 1929 země česká, politický okres Praha-venkov, soudní okres Praha-východ[6]
- 1939 země česká, Oberlandrat Praha, politický okres Praha-venkov, soudní okres Praha-východ[7]
- 1942 země česká, Oberlandrat Praha, politický okres Praha-venkov-sever, soudní okres Praha-východ[8]
- 1945 země česká, správní okres Praha-venkov-sever, soudní okres Praha-východ[9]
- 1949 Pražský kraj, okres Praha-sever[10]
- 1960 Středočeský kraj, okres Praha-východ[11]

V letech 1850–1922 k obci patřily Bořanovice.

### Rok 1932
Ve vsi Sedlec (189 obyvatel) byly v roce 1932 evidovány tyto živnosti a obchody: družstvo pro rozvod elektrické energie v Sedlci, hostinec, kovář, 2 rolníci, obchod se smíšeným zbožím, trafika.

### Druhá světová válka
Na sklonku války po vypuknutí Pražského povstání projížděla obcí bojová skupina SS "Der Führer". Obyvatelé se jí pokusili klást odpor a postavili barikádu; byli však rychle přemoženi a obec obsazena. Příslušníci SS následně prohledali obec a zavraždili několik civilistů.

## Doprava
Dopravní síť
- Pozemní komunikace – Obcí prochází silnice III. třídy. Ve vzdálenosti 2 km vede silnice I/9 Zdiby – Líbeznice – Mělník – Česká Lípa – Rumburk, rovněž ve stejné vzdálenosti lze najet na dálnici D8 na exitu 1 (Zdiby).

- Železnice – Železniční trať ani stanice na území obce nejsou.

Veřejná doprava 2011
- Autobusová doprava – V obci měly zastávku příměstské autobusové linky Praha,Kobylisy – Neratovice,Korycany (v pracovních dnech i o víkendech s mnoha spoji) a Předboj/Zlonín – Líbeznice (v pracovních dnech 1 spoj) (dopravce ČSAD Střední Čechy, a. s.).